# Lygippus
Lygippus is een geslacht van hooiwagens uit de familie Assamiidae.
De wetenschappelijke naam Lygippus is voor het eerst geldig gepubliceerd door Roewer in 1940. 

## Soorten
Lygippus omvat de volgende 2 soorten:
- Lygippus abdominalis
- Lygippus machadoi